# Bartenheim
Bartenheim ist eine französische Gemeinde mit 4135 Einwohnern (Stand 1. Januar 2022) im Département Haut-Rhin im Elsass in der Region Grand Est. Sie gehört zum Kanton Brunstatt-Didenheim im Arrondissement Mulhouse.

## Geografie
Die Gemeinde Bartenheim liegt in der Oberrheinischen Tiefebene nordwestlich des Flughafens Basel Mulhouse Freiburg am östlichen Rande des Sundgau. Zu Bartenheim gehört auch der Ortsteil Bartenheim-la-Chaussée. Der Ort ist zehn Kilometer von Saint-Louis, 15 Kilometer von Basel und 23 Kilometer von Mülhausen entfernt.

## Geschichte
Bis zum Übergang an Frankreich 1648 habsburgisch. Das Domkapitel von Basel besaß hier einen Dinghof. Zeitweise gehörte ein Teil des Dorfes den aus der Schweiz stammenden Herren von Landenberg. Im 19. Jahrhundert spielte die in Heimarbeit betriebene Seidenbandweberei eine Rolle.
Von 1871 bis zum Ende des Ersten Weltkrieges gehörte Bartenheim als Teil des Reichslandes Elsaß-Lothringen zum Deutschen Reich und war dem Kreis Mülhausen im Bezirk Oberelsaß zugeordnet. Die große Freifläche in der Ortsmitte geht auf Kriegsschäden im Zweiten Weltkrieg zurück.

### Bevölkerungsentwicklung
| Jahr      | 1910 | 1962 | 1968 | 1975 | 1982 | 1990 | 1999 | 2006 | 2018 |
| --------- | ---- | ---- | ---- | ---- | ---- | ---- | ---- | ---- | ---- |
| Einwohner | 1829 | 1936 | 2014 | 2413 | 2452 | 2483 | 2913 | 3437 | 3912 |

## Sehenswürdigkeiten
- Kirche St. Georg, nach Brand 1934 neu errichtet. Der Turm mittelalterlich mit gewölbter Erdgeschosshalle.
- 1803 errichtete Kapelle Unserer Lieben Frau der Felder an einer Weggabelung nahe der südlichen Gemeindegrenze
- Kapelle St. Nikolaus, 1521 erwähnt, Chorgewölbe von 1695. Beachtenswerte Innenausstattung. Neben barocken Altären eine Jungfrau mit Kind und eine Hlg. Genoveva, beide um 1500. In der Vorhalle ein Nothelfer-Altar.
- Kapelle St. Martin im Ortsteil Bartenheim-la-Chaussée
- Mairie, ein in der Reichslandzeit (1881) in historisierenden Formen errichteter Putz-Werksteinbau. Der Mittelrisalit hervorgehoben durch ein Werkstein-Erdgeschoss, ein gotisierendes Obergeschossfenster und einen Treppengiebel. Zusätzlich ist eine Fensterachse auf der linken Seite durch eine aufwendig gestaltete Werksteinverkleidung und einen Giebel betont.
- Einige gut erhaltene Fachwerkbauten, darunter auch Häuser in der altertümlichen Ständerbauweise, z. Bsp. das Haus Nr. 16 an der Grand Rue mit traufwandhohen Wandständern und den schon vor dem Dreißigjährigen Krieg gebräuchlichen dreiteiligen Fenstern. Als Bauschmuck geschweifte Andreaskreuze. - Ganz ähnlich das Haus an der Rue du 19e Novembre Nr. 28. Auch hier die traufwandhohe Langstrebe. - Dagegen in der neueren Stockwerkbauweise das um 1800 entstandene Haus an der Rue St.-Georges Nr. 4 mit einer auf den verlängerten Deckenbalken des Erdgeschosses ruhenden Laube. Die Giebelseite mit regelmäßigerem Fachwerk und Wetterdach. In den Fensterbrüstungen des Erdgeschosses Balusterpfosten, die des Obergeschosses kartuschenartig verziert. - An dem mit 1594 datierten Haus Nr. 4 an der Rue du Général de Gaule fallen die vielen geschweiften Andreaskreuze im Giebel auf.

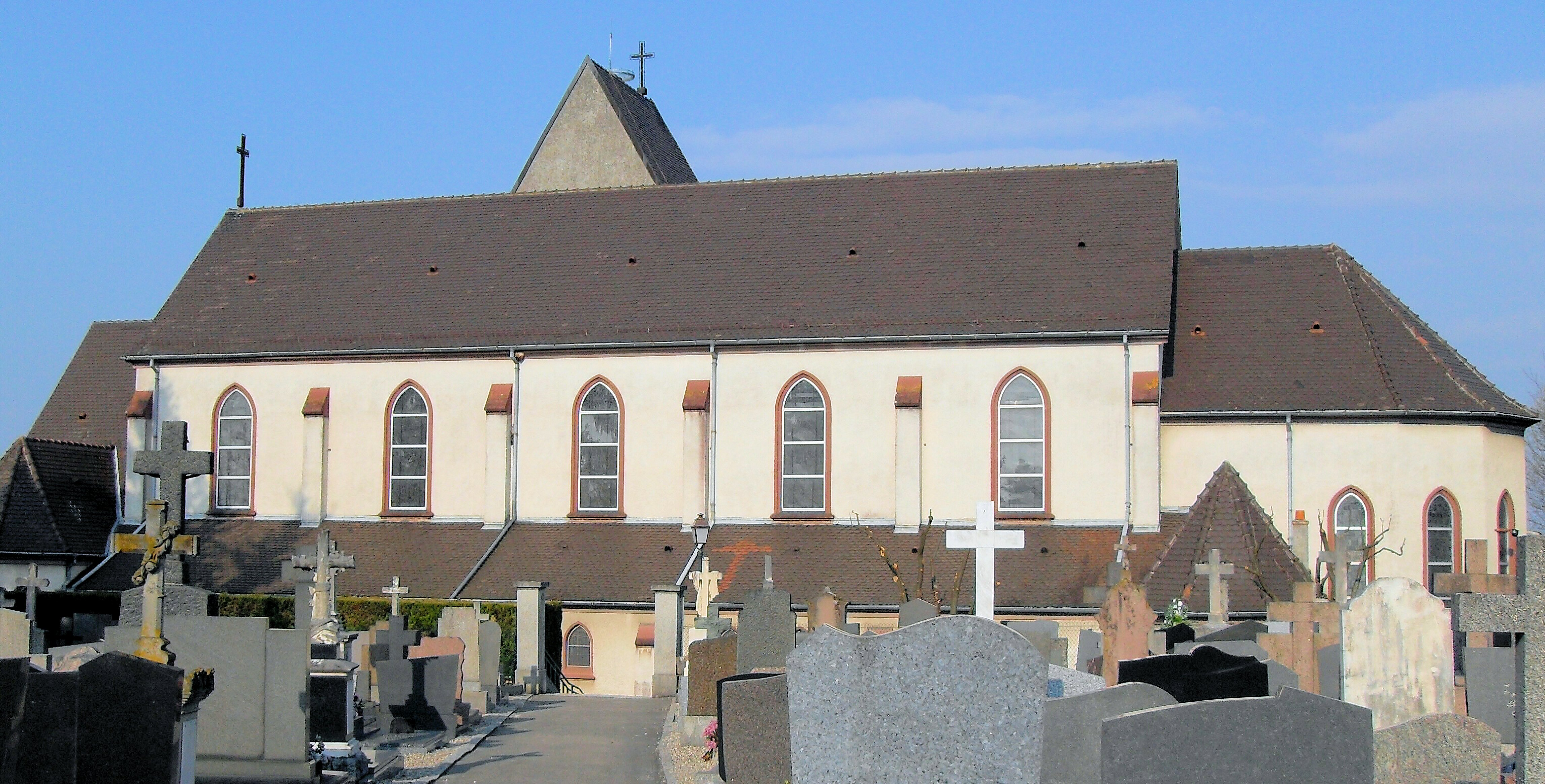
Kirche St. Georg in Bartenheim
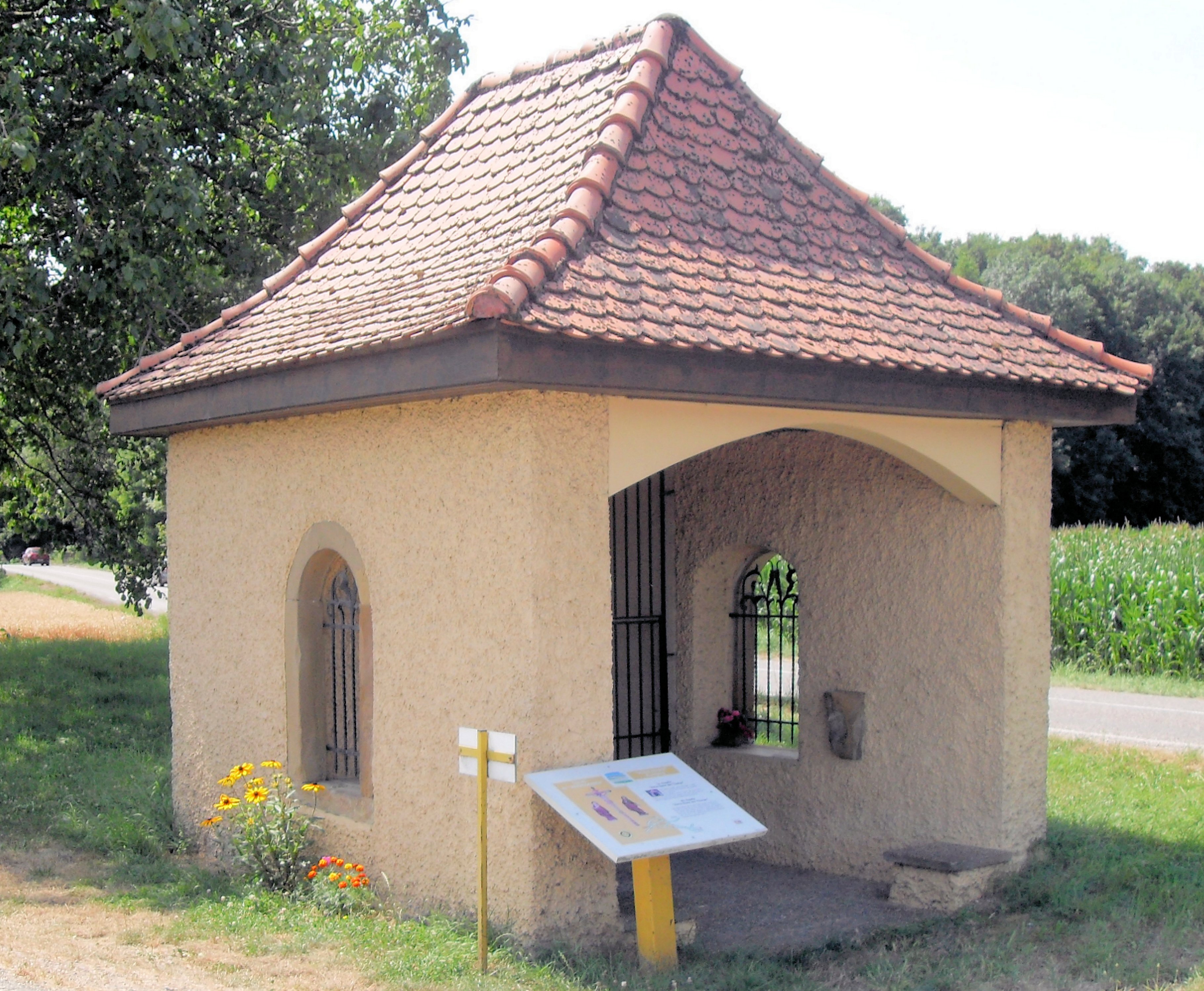
Kapelle Unserer Lieben Frau der Felder
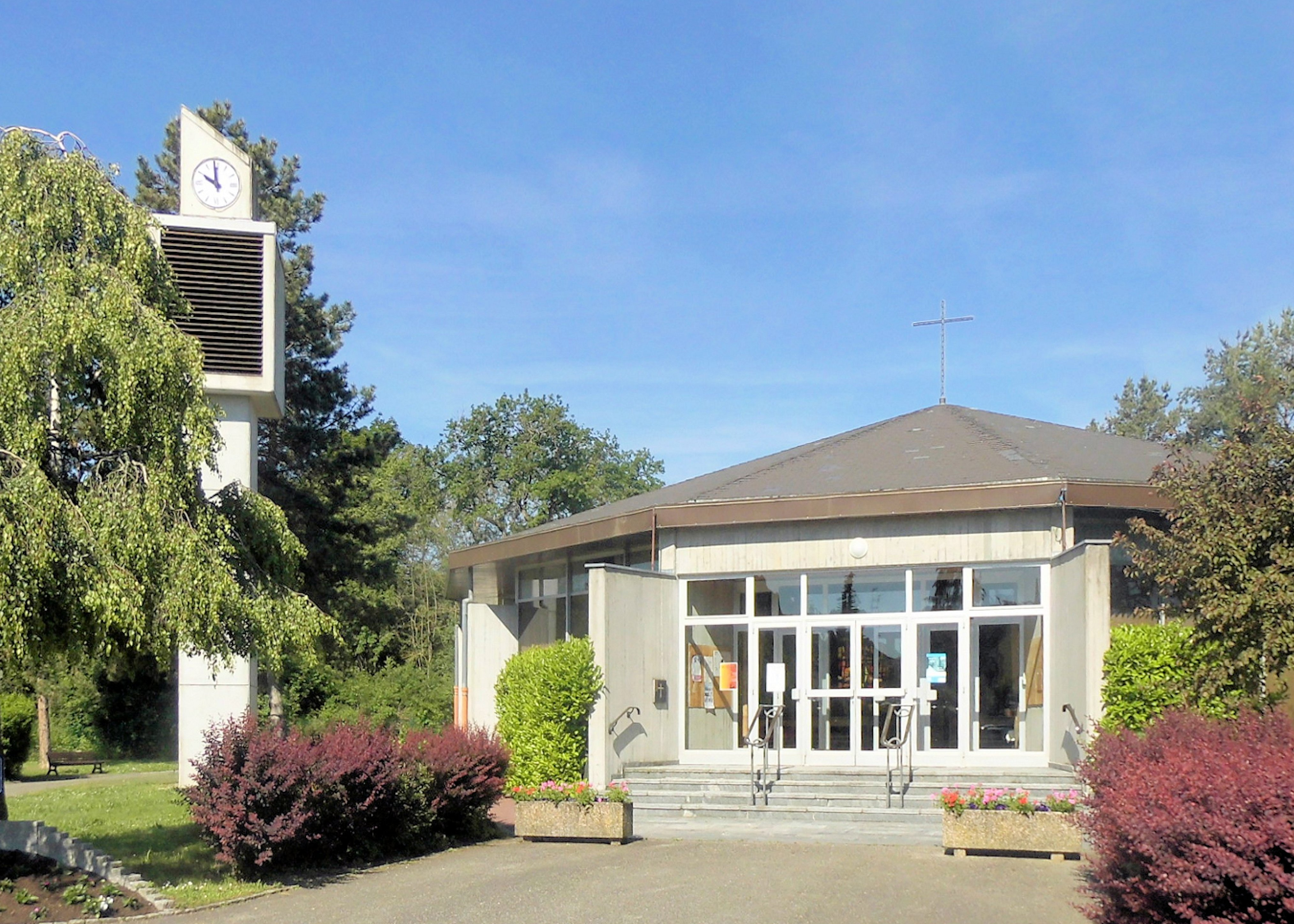
Kapelle St. Martin im Ortsteil La Chaussée
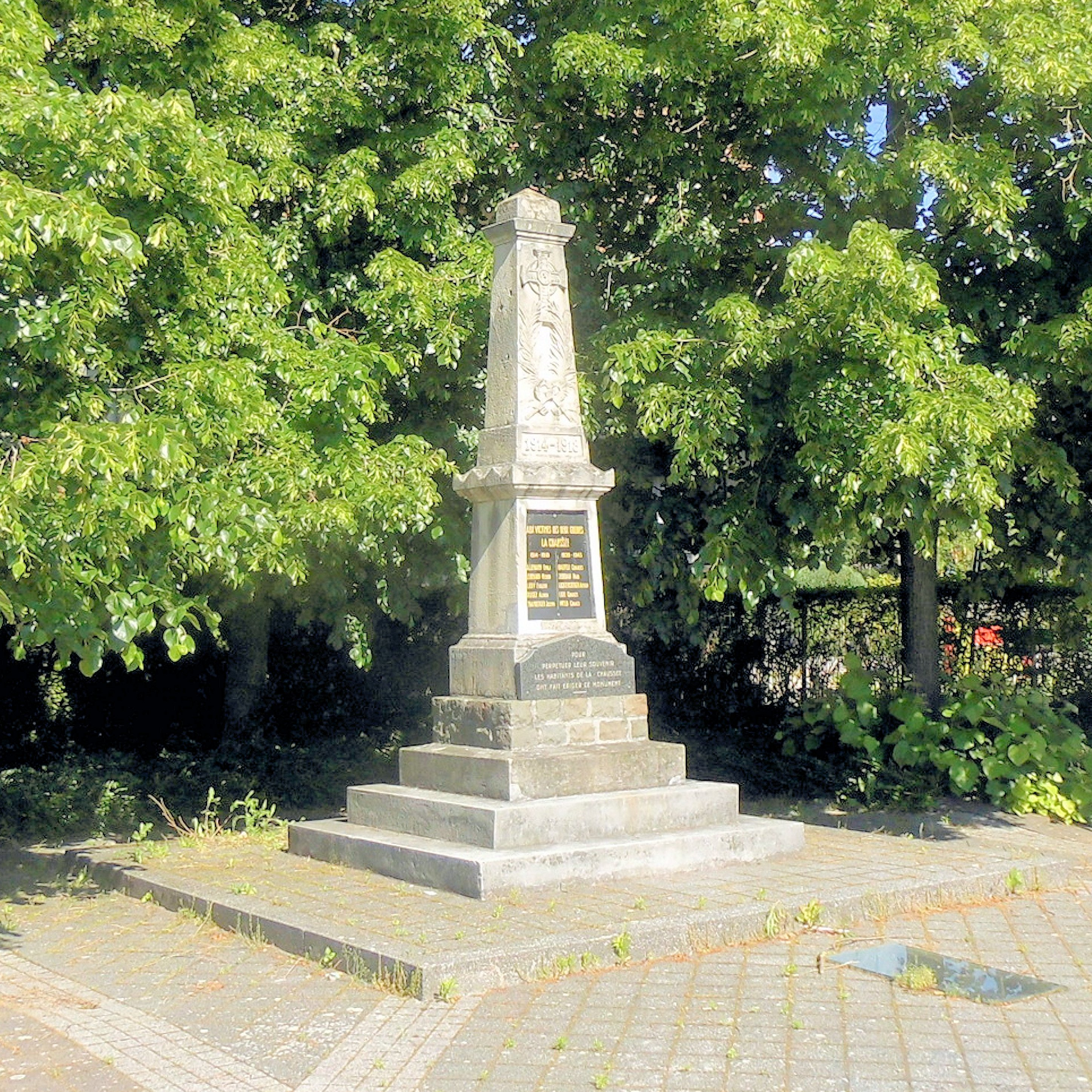
Gefallenendenkmal im Ortsteil La Chaussée
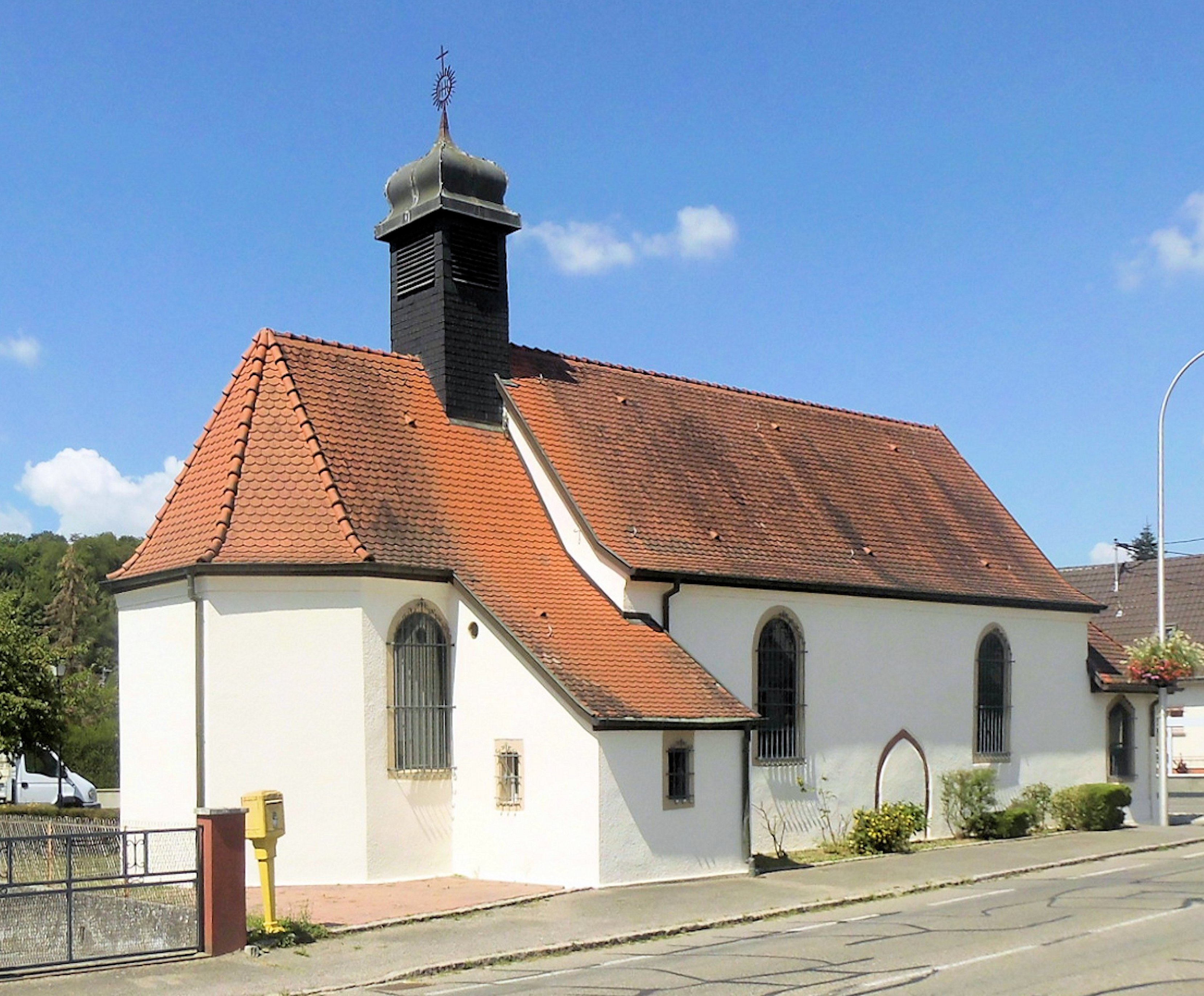
Kapelle St. Nikolaus

## Verkehrsanbindung
Bartenheim liegt an der Bahnstrecke Strasbourg–Basel. Der Bahnhof wird von der Linie S1 der S-Bahn Basel bedient und hat dadurch direkte Zugverbindungen einerseits nach Mülhausen, andererseits über Basel nach Frick und Laufenburg im Schweizer Kanton Aargau.
Bartenheim liegt an der Autoroute A35 (L'Alsacienne, Anschluss 35). Durch den Ort führt die Départementsstraße 201, die von der Staatsgrenze bei Basel bis zur Île Napoléon führt.

## Gemeindepartnerschaft
Bartenheim unterhält eine Partnerschaft mit der südwestfranzösischen Gemeinde Bascons im Département Landes.